# Actinote subhyalina
Actinote subhyalina är en fjärilsart som beskrevs av Otto Staudinger 1885. Actinote subhyalina ingår i släktet Actinote och familjen praktfjärilar. Inga underarter finns listade i Catalogue of Life.